# D415 (Jura)
De D415 is een departementale weg in het Oost-Franse departement Jura met een lengte van 8 kilometer. De weg loopt van Les Rousses via Bois-d'Amont naar de grens met Zwitserland. In Zwitserland loopt de weg verder richting Vallorbe.

## Geschiedenis
Vanaf 24 april 1869 was de D415 onderdeel van de N5A. In 1973 werd de weg overgedragen aan het departement Jura, omdat de weg geen belang had voor het doorgaande verkeer. De weg is toen omgenummerd tot D415.